# يحيى بن أحمد السيبي
يحيى بن أحمد بن أحمد بن محمد بن علي، أبو القاسم السيبي القصري المقرئ المعمر.
ومما يبين أهمية المترجم له: ثناء العلماء عليه، وقد كان مكثرا للرواية والإقراء وأخذ عنه كثير من الناس، حتى قال السمعاني: «رحل الناس إليه من الآفاق، وأخذوا عنه الحديث وأكثروا».
ولد سنة (388هـ)، بقصر ابن هيبرة بجمادى الأولى، قرأ القرآن بالروايات على أبي الحسن الحمامي، وسمع أبا الحسن بن الصلت، وأبا الفضل عبد الواحد التميمي، وكان حسن الإقراء، مجودا، ختم عليه خلق القرآن.
قال عنه الذهبي: «كان حسن الإقراء، مجودا، ختم عليه خلق القرآن».
وقال السمعاني: «رحل الناس إليه من الآفاق، وأخذوا عنه الحديث وأكثروا، وكان خيرا، ثقة، صالحا، دينا».
وقال ابن الجزري: «مقرئ صالح ثقة».
من مشايخه: أبو الحسن الحمامي، وأبو الحسن بن الصلت، وأبو الفضل عبد الواحد التميمي.
توفي في الخامس والعشرين من ربيع الآخر، سنة 490هـ. وعمره 102 سنة.

## اسمه ونسبه
يحيى بن أحمد بن أحمد بن محمد بن علي، أبو القاسم السيبي القصري المقرئ المعمر.

## مولده ونشأته العلمية
ولد سنة (388هـ)، بقصر ابن هيبرة بجمادى الأولى، قرأ القرآن بالروايات على أبي الحسن الحمامي، وسمع أبا الحسن بن الصلت، وأبا الفضل عبد الواحد التميمي، ومحمد بن الحسين القطان، وغيرهم. ولو سمع على قدر مولده لسمع من أصحاب البغوي، وابن أبي داود. وكان حسن الإقراء، مجودا، ختم عليه خلق القرآن.

## قالوا عنه
1/ قال عنه الذهبي: «كان حسن الإقراء، مجودا، ختم عليه خلق القرآن».
2/ قال السمعاني: «رحل الناس إليه من الآفاق، وأخذوا عنه الحديث وأكثروا، وكان خيرا، ثقة، صالحا، دينا».
3/ قال ابن الجزري: «مقرئ صالح ثقة».
3/ قال ابن سكرة: «كان صالحا، مسنا، عفيفا، لو سمع لكان من أسند من لقيناه».

## مشايخه
1/ أبو الحسن الحمامي.
2/ أبو الحسن بن الصلت.
3/ أبو الفضل عبدالواحد التميمي.
4/ محمد بن الحسين القطان.

## تلامذته
1/ أبو بكر الأنصاري.
2/ أبو القاسم ابن السمرقندي.
3/ أبو البركات الأنماطي.
4/ أبو الفرج اليوسفي.
5/ أبو القاسم التيمي.
6/ أبو نصر الغازي.

## وفاته
الخامس والعشرين من ربيع الآخر، سنة 490هـ. وعمره 102 سنة.

## أهمية العلم
ثناء العلماء عليه، وقد كان مكثرا للرواية والإقراء وأخذ عنه كثير من الناس، حتى قال السمعاني: «رحل الناس إليه من الآفاق، وأخذوا عنه الحديث وأكثروا».